# Corbeni
Corbeni là một xã thuộc hạt Argeș, România. Dân số thời điểm năm 2002 là 5686 người.